# Forêt de Dirac
Die Forêt de Dirac ist ein bedeutendes Waldgebiet im Département Charente in der Region Nouvelle-Aquitaine. Der Forst liegt etwa 15 Kilometer südöstlich der Präfektursstadt Angoulême.

## Etymologie
Der Forst, Französisch la forêt, ist nach der französischen Gemeinde Dirac benannt worden, in dessen Gemeindegebiet ein Großteil sich befindet.

## Geschichte
Die Gegenwart des Menschen lässt sich in der Forêt de Dirac anhand von Artefaktenfunden an Freilandfundstellen bis ins Mittelpaläolithikum (Faustkeile aus dem Moustérien) zurückverfolgen. Erwähnt sei hier auch die etwas weiter östlich gelegene Fundstätte Roc de Sers.
Zahlreiche Funde stammen aber vor allem aus dem Neolithikum.
Die Gegenwart der Römer ist durch die Römerstraße von Angoulême nach Périgueux und Dachziegelfunde belegt. Aus der Merowingerzeit stammen Keramikreste.
Die Forêt de Dirac war vor dem 12. Jahrhundert noch Teil des wesentlich größeren Waldgebiets von Gros Bosc, das dann durch Rodungen in den Forêt de Dirac, den Forêt de la Braconne, den Bois Blanc und den Forêt d’Horte zerfiel.
Durch den Forst verläuft die Sprachgrenze zwischen dem Saintongeais im Westen (Gemeinden Dirac, Torsac und Garat) und dem Okzitanischen im Osten (Gemeinden Sers und Dignac).
Der Forst ist in Privatbesitz.

## Geographie

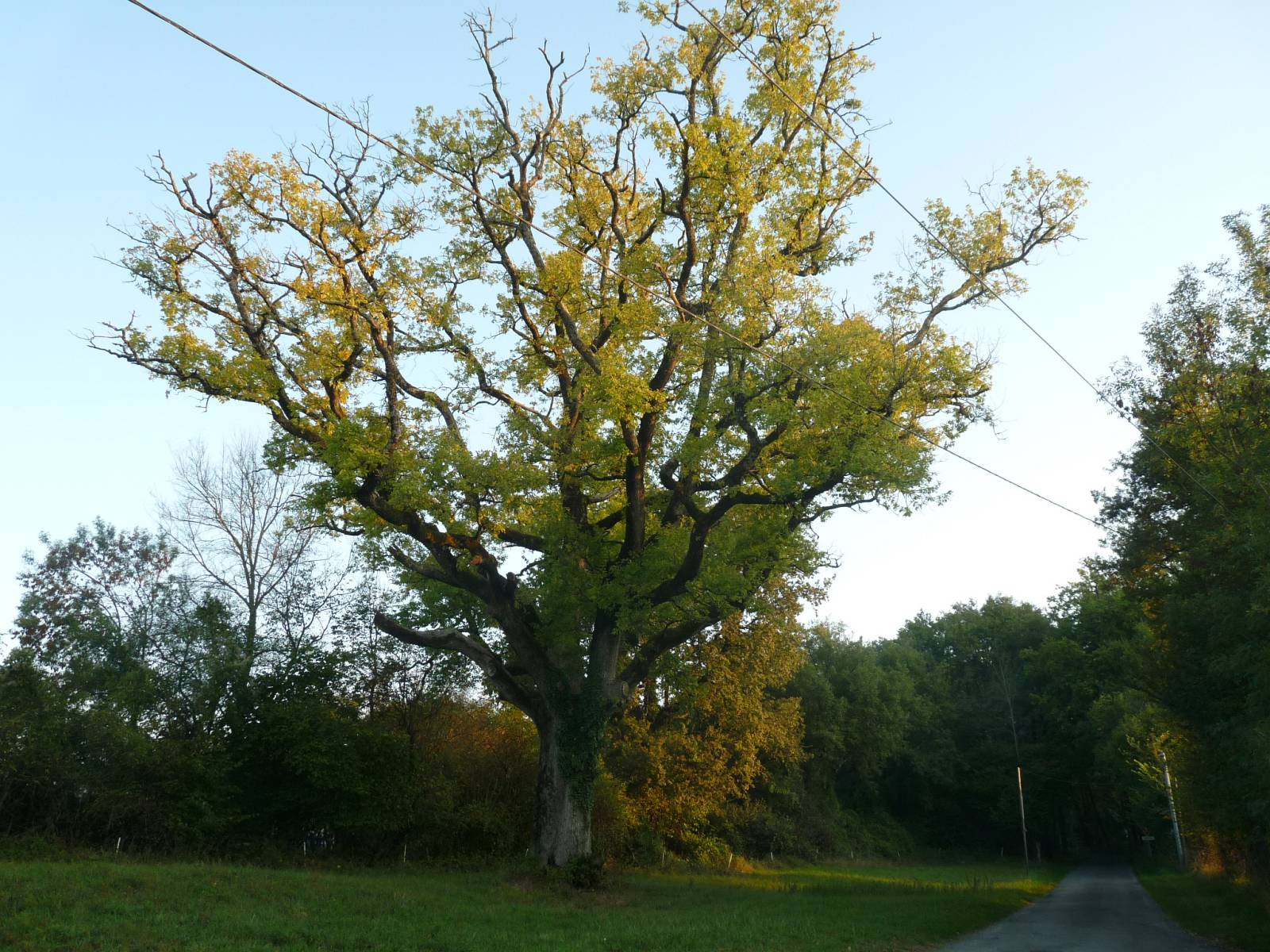
Die 300-jährige Stieleiche im Weiler Pouyaud bei Dirac

Neben dem Löwenanteil des Forsts in der Gemeinde Dirac finden sich kleinere Anteile in den Gemeinden Dignac, Garat, Torsac und Sers. Der Wald nimmt eine weite Plateaufläche ein, die von den Talungen der Anguienne im Nordwesten, den Eaux Claires im Südwesten und der Échelle im Osten begrenzt wird. Seine Verlängerung findet er in der Forêt d’Horte, der östlich von Dignac liegt. Das Waldgebiet hat in Nord-Süd-Richtung eine Längenausdehnung von 6 Kilometer und misst in der Breite 3 Kilometer. Es wird von zahlreichen Lichtungen durchbrochen, darunter auch die dörfliche Ansammlung von Dirac. Die Flächenausdehnung beträgt rund 1500 Hektar.
Die Plateaufläche liegt auf einer durchschnittlichen Meerhöhe von 160 Meter. Die höchste Erhebung erreicht 183 Meter und befindet sich im Bois de la Brande Forte nordöstlich von Dignac. Der Fußpunkt des Forsts reicht in den Talungen auf zirka 100 Meter herab.
Der Forst wird in etwa mittig von der D 939 von Angoulême nach Périgueux durchquert, weitere kreuzende Straßen sind die D 104 von Sers nach Dirac und weiter nach Puymoyen und die D 101 von Torsac nach Dirac.

## Geologie

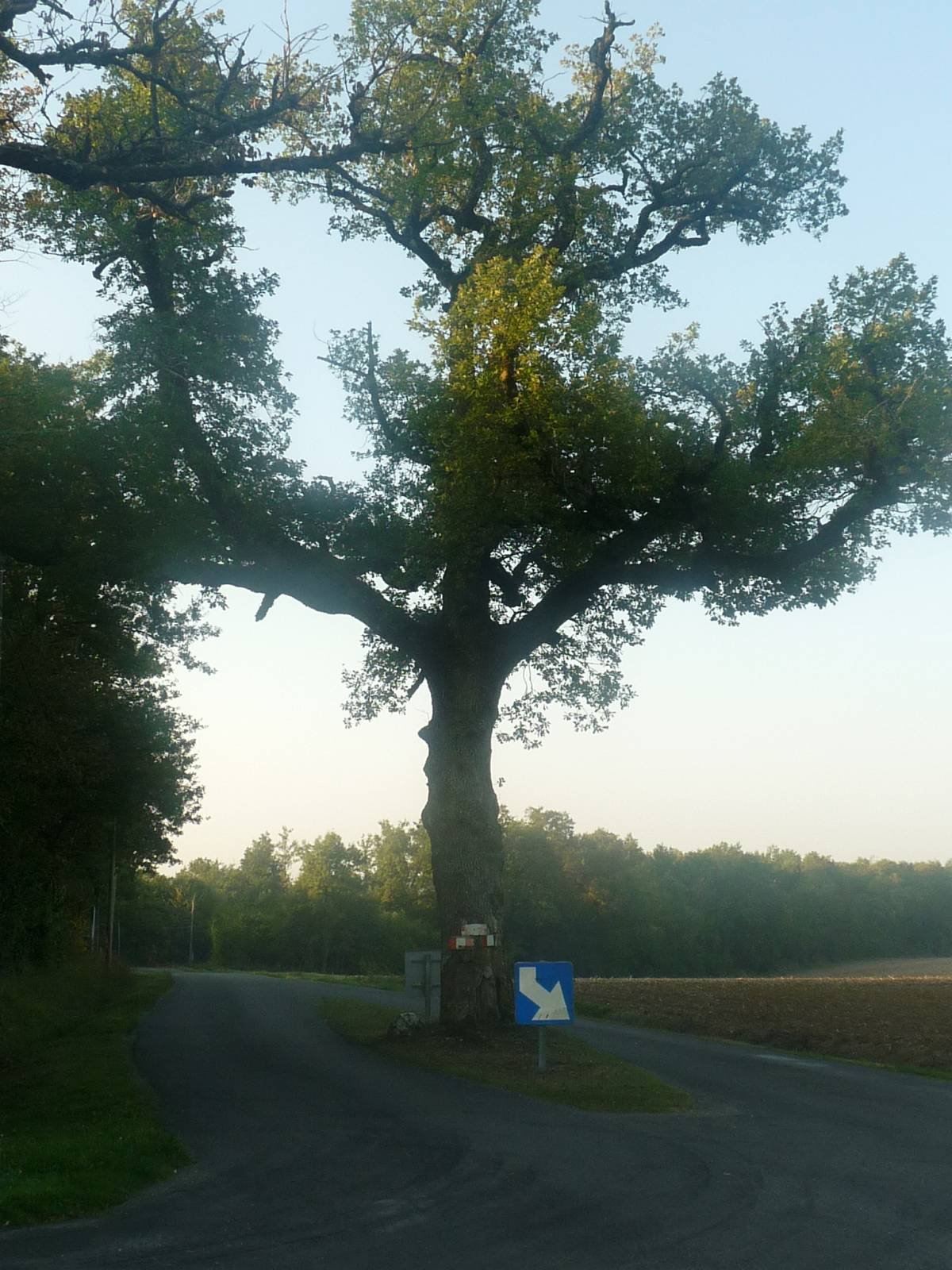
Die Chêne du pendu inmitten der D 101

Die Forêt de Dirac wird von flach liegenden Oberkreidesedimenten des nordöstlichen Aquitanischen Beckens unterlagert. Die Oberkreide – hier aufgebaut aus Schichten des Oberen Turoniums und des Coniaciums – wird ihrerseits vom Detritus des Miozäns bzw. Pliozäns abgedeckt. Der Übergang von der Oberkreide zum Tertiär erfolgt bei rund 150 Meter Meerhöhe, wobei die unterlagernde Oberkreide entkalkt und verkieselt ist. Die kontinentalen Sedimente des Tertiärs sind kiesige Schüttungen aus dem weiter östlich anstehenden Massif Central und bestehen vorwiegend aus tonigen, geröllhaltigen Sanden. Ihre Mächtigkeit erreicht bei Dignac 20 Meter und bei Dirac gut 10 Meter. Generell ist eine Mächtigkeitsabnahme in Richtung Westen zu beobachten.
Entlang der nördlichen linken Talseite der Échelle reicht die Oberkreidefolge sogar bis zum basalen Untercenoman herab. Die den Forst unterlagernde, 150 bis 180 Meter mächtige Schichtenfolge setzt sich somit wie folgt zusammen (vom Hangenden zum Liegenden):
- kontinentales Tertiär – 10 bis 20 Meter
- Coniacium – 30 bis 35 Meter an Sanden, harten zoogenen Kalken und weichen sandigen Kalken
- Oberturon (Angoumien) – 40 bis 54 Meter an dickbankigem Rudistenkalk mit Biradiolites lumbricalis, weißem bis gelblichen, harten Rudistenkalk und Sphaerulitenmergel
- Unterturon (Ligérien) – 30 Meter an tonigen Exogyrenkalken, biomikritischen Cephalopodenkalken und kreidigen, weißen Kalken
- Obercenoman – 10 bis 12 Meter an Tonen, Sanden und Rudistenkalken
- Mittelcenoman – 20 Meter an Rudistenkalken
- Untercenoman – 10 Meter an lignithaltigen Tonen, Sandsteinen und glaukonithaltigen Grünsanden, detritischen Kalken und Kalkareniten

## Ökologie
Insbesondere auf den tertiären Schüttungen hat sich der Wald stark ausgebreitet. Es behaupten sich aber auch Heidelandschaften (franz. lande oder örtlich brande) mit einer für kieselsäurereiche Böden typischen Vegetation, die sich von der tieferliegenden Kalkvegetation vollkommen unterscheidet. Anzutreffen sind Niederwald und mit Buschwerk durchwachsener Hochwald, deren Artenzusammensetzung stark höhenabhängig ist und die geologischen Verhältnisse widerspiegelt. So erscheinen in den kalkarmen Höhenlagen im Südosten kalkmeidende Baumarten wie beispielsweise Kastanien (Niederwald) und See-Kiefer Pinus pinaster, jedoch auf tiefergelegenen Kalkstandorten hauptsächlich im Westen Eichen wie Traubeneiche Quercus petraea, Stieleiche Quercus robur und Steineiche Quercus ilex, Hainbuchen und Waldkiefer Pinus sylvestris.

### Schutzmaßnahme
Die Forêt de Dirac bildet eine ökologische Schutzzone (ZNIEFF des Typus 1).

## Sehenswürdigkeiten

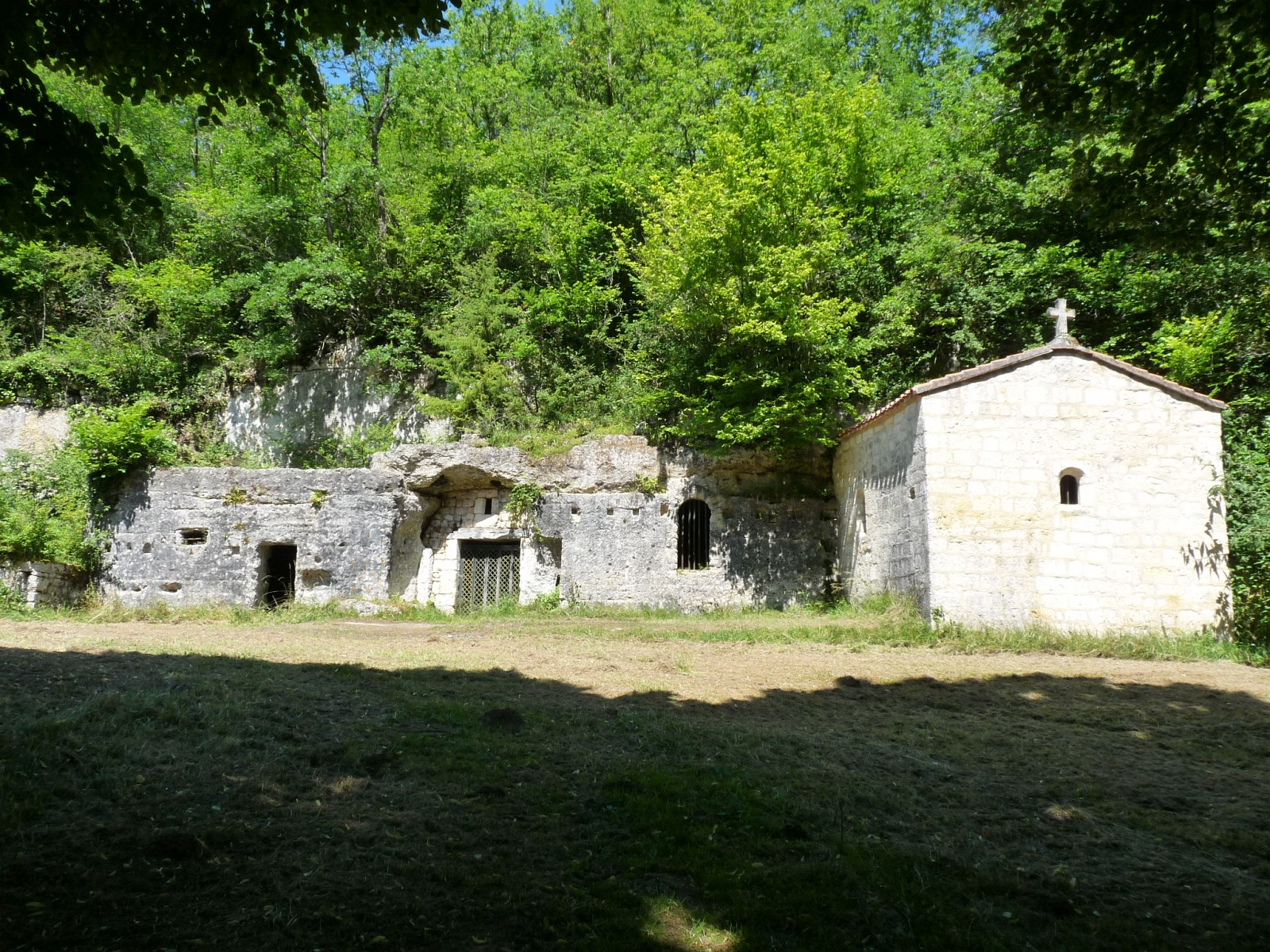
Einsiedelei Bellevau

- Trou du Loup („Wolfsloch“), kleine Schachthöhle im Süden der Gemeinde Dirac.
- Antike Römerstraße Saintes-Périgueux. Ihr Abzweig nach Angoulême – der so genannte Chemin Boisné – führt durch Le Pouyaud, Le Perchet und Les Maisons Blanches.
- Alter Weiler Saint-Jean-de-Grâce an der Gemeindegrenze von Dirac und Dignac.
- Fontaine miraculeuse („Wunderquelle“) bei Bellevau (Gemeinde Sers) mit monolithischer Kapelle und Einsiedelei des 6. Jahrhunderts.
- Die 300 Jahre alte Stieleiche bei Le Pouyaud (Gemeinde Dirac).
- Die 150 Jahre alte Stieleiche Chêne du pendu („Eiche des Gehängten“). Sie steht inmitten der D 101 von Torsac nach Dirac.
- Waschhäuser bzw. Waschbecken (franz. lavoir) und Quellen in Talschlüssen.
- Champignonzucht entlang dem Tal der Échelle.
- Militärlager entlang der D 939 (Gemeinde Dirac).

## Wander- und Fernwanderwege
Aufgrund seiner Nähe zum Einzugsgebiet von Angoulême wird der Forst von mehreren, an die zehn Kilometer langen Wanderwegen durchzogen. Am Nordrand führen am Weiler Les Ribondaines nordwestlich von Dirac drei Fernwanderwege vorbei:
- der GR 36 vom Ärmelkanal zu den Pyrénées-Orientales
- der GR 4 von Royan nach Grasse, der zwischen Touvre und Puymoyen mit dem GR 36 dieselbe Trasse teilt und
- der GR de Pays Entre Angoumois et Périgord, der das Angoumois mit dem Périgord verbindet.